# Hombrechtikon
Hombrechtikon (toponimo tedesco) è un comune svizzero di 8 620 abitanti del Canton Zurigo, nel distretto di Meilen.

## Geografia fisica
Hombrechtikon si affaccia sul Lago di Zurigo.

## Monumenti e luoghi d'interesse

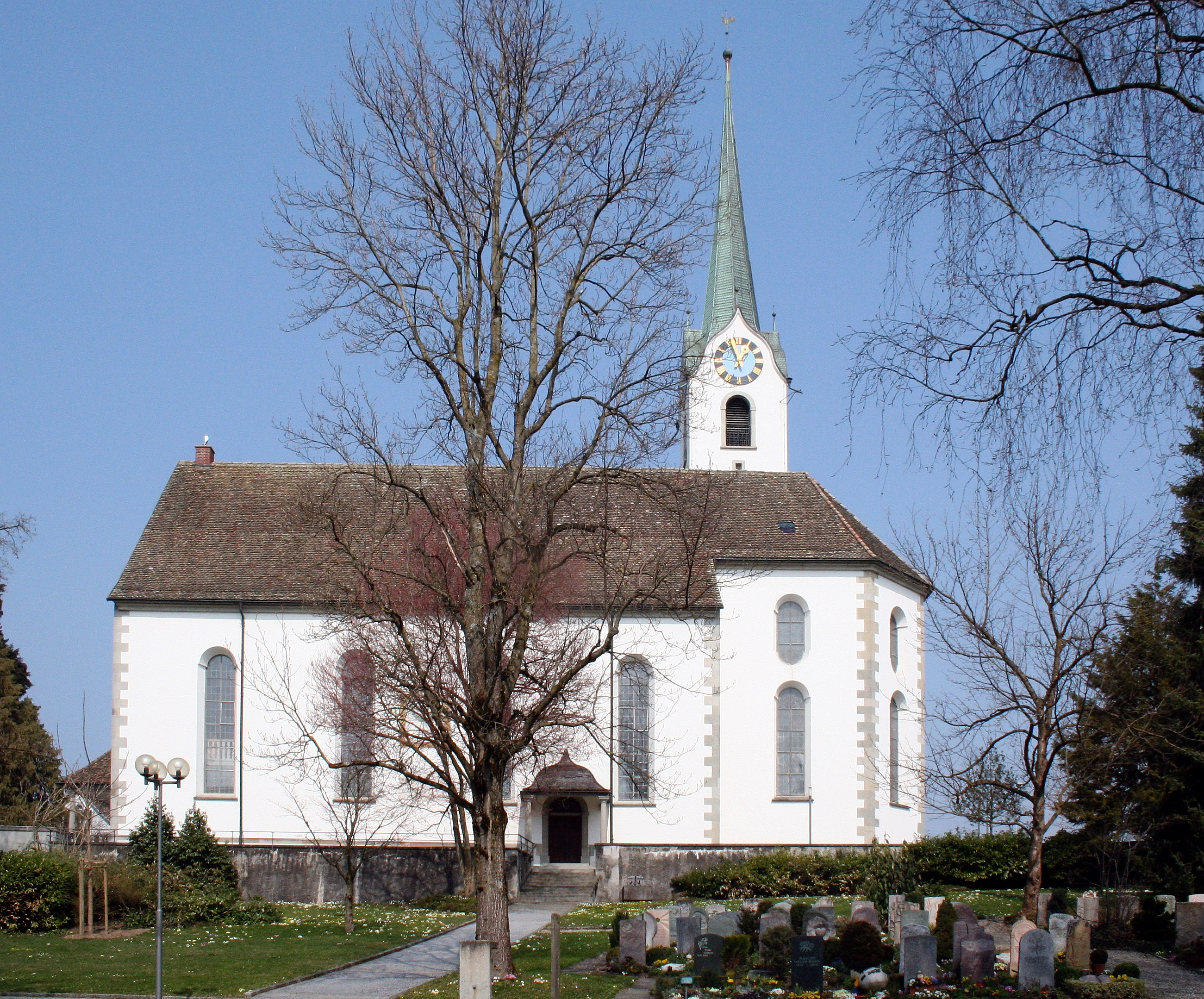
La chiesa riformata

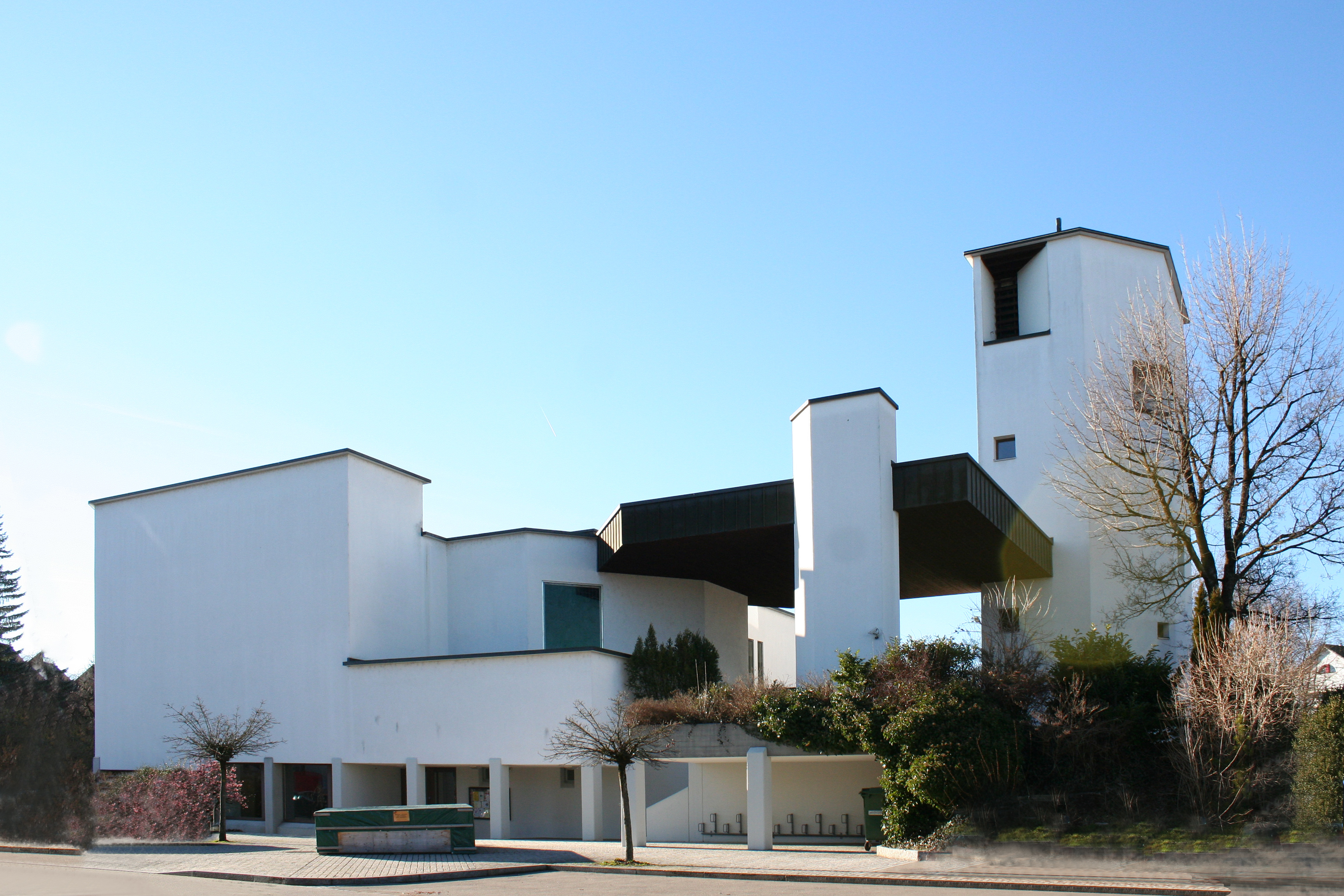
La chiesa di San Nicola di Flüe

- Chiesa riformata, eretta nel 1513-1524 e ricostruita nel 1758-1759[1];
- Chiesa cattolica di San Nicola di Flüe, eretta nel 1968-1969[senza fonte].

## Società

### Evoluzione demografica
L'evoluzione demografica è riportata nella seguente tabella:
Abitanti censiti

## Infrastrutture e trasporti

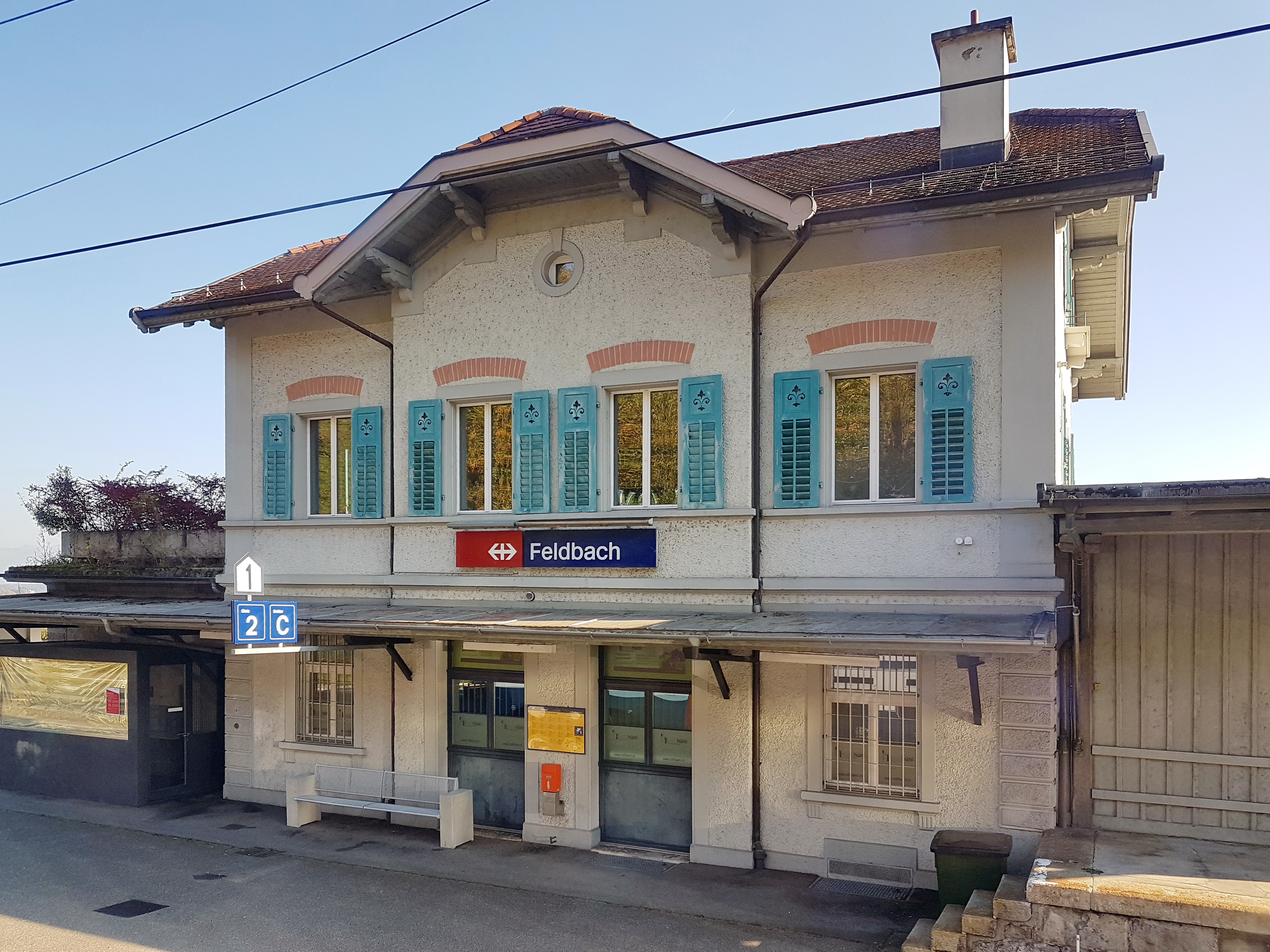
La stazione di Feldbach

Hombrechtikon è servito dall'omonima stazione sulla ferrovia Uerikon-Bauma e da quella di Feldbach sulla Rechtsufrigen Zürichseebahn (linea S7 della rete celere di Zurigo).

## Amministrazione
Ogni famiglia originaria del luogo fa parte del cosiddetto comune patriziale e ha la responsabilità della manutenzione di ogni bene ricadente all'interno dei confini del comune.